# Spiegler’sches Haus

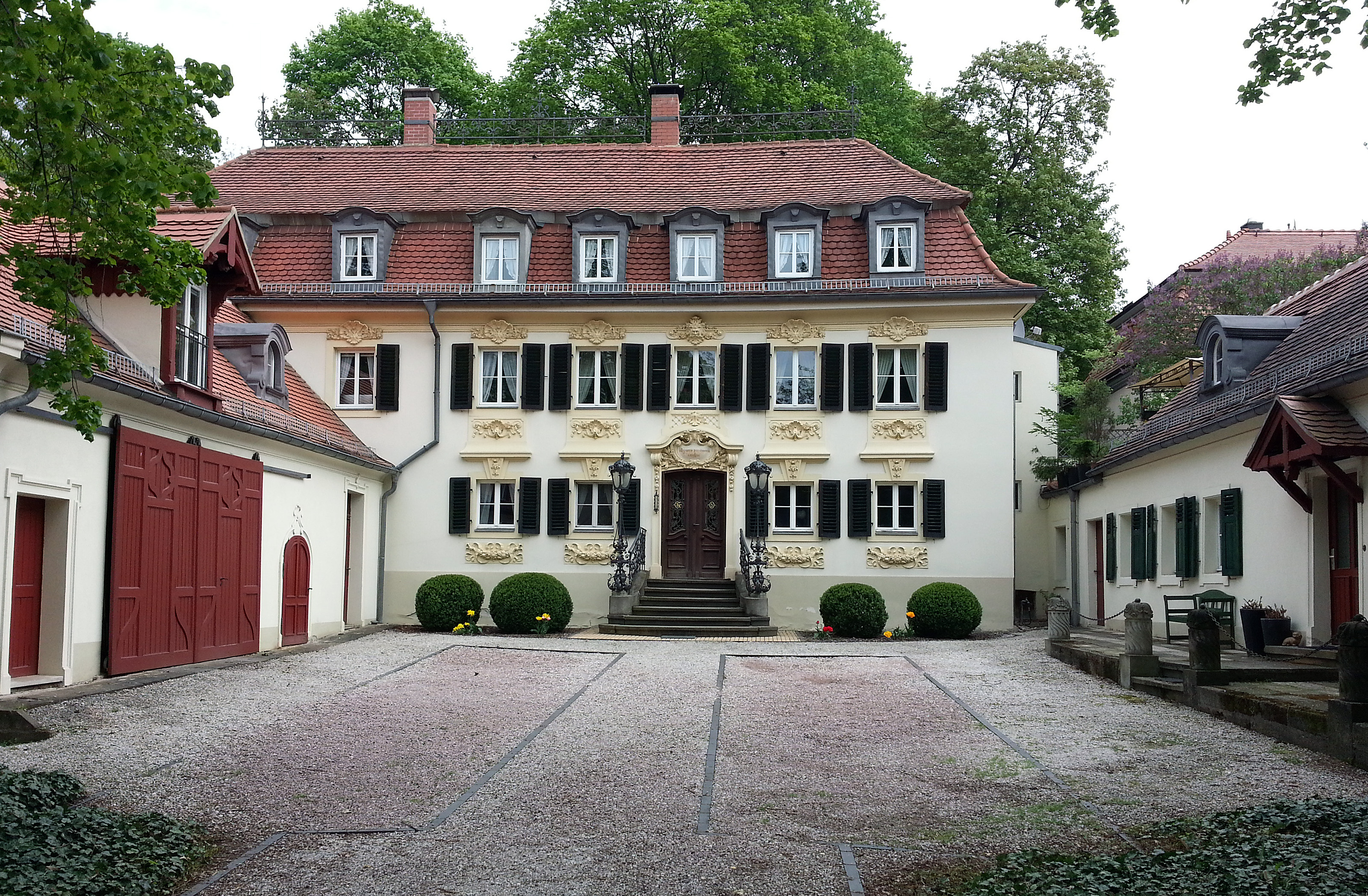
Spiegler’sches Haus 2013

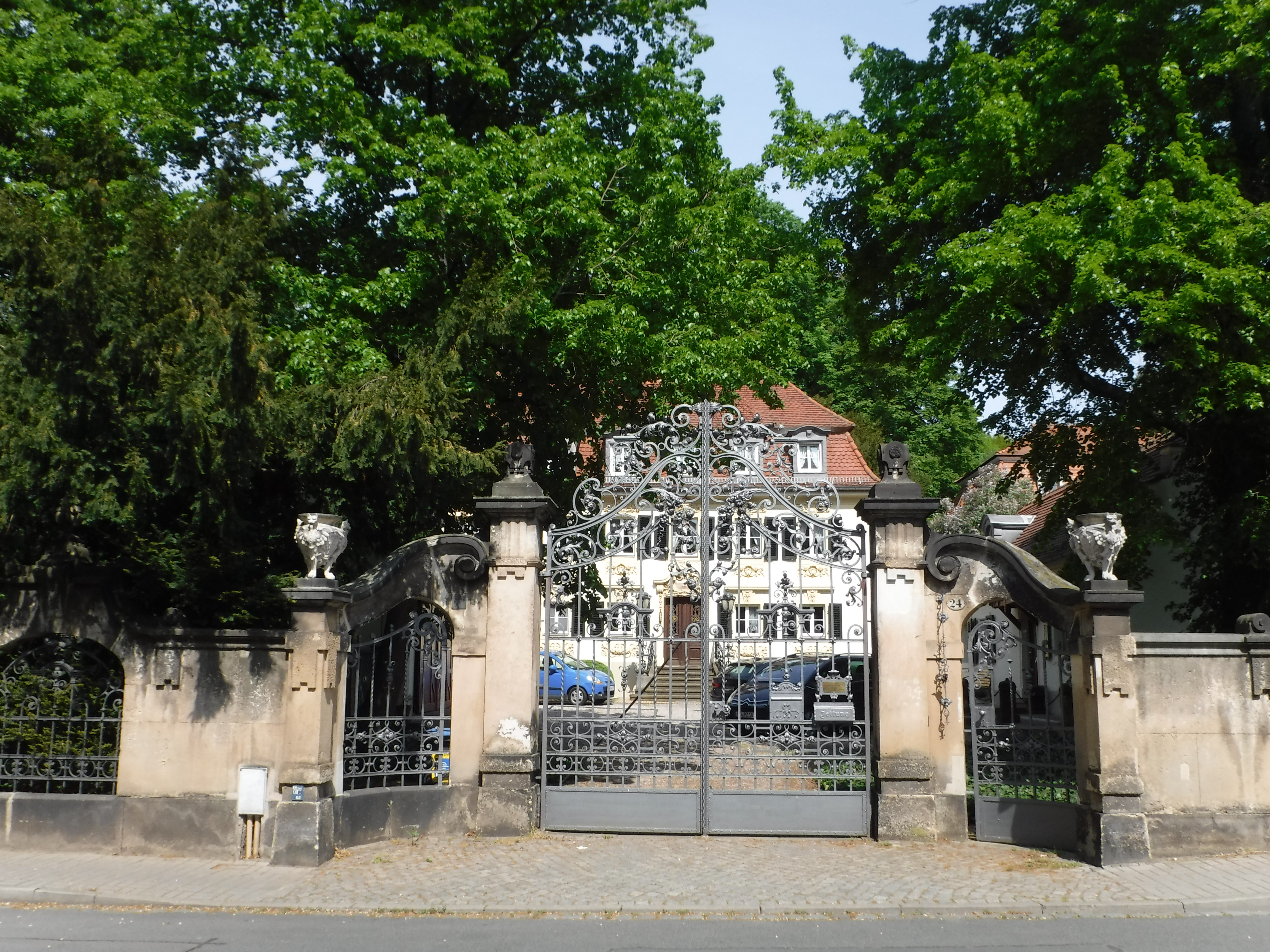
Ansicht mit Tor

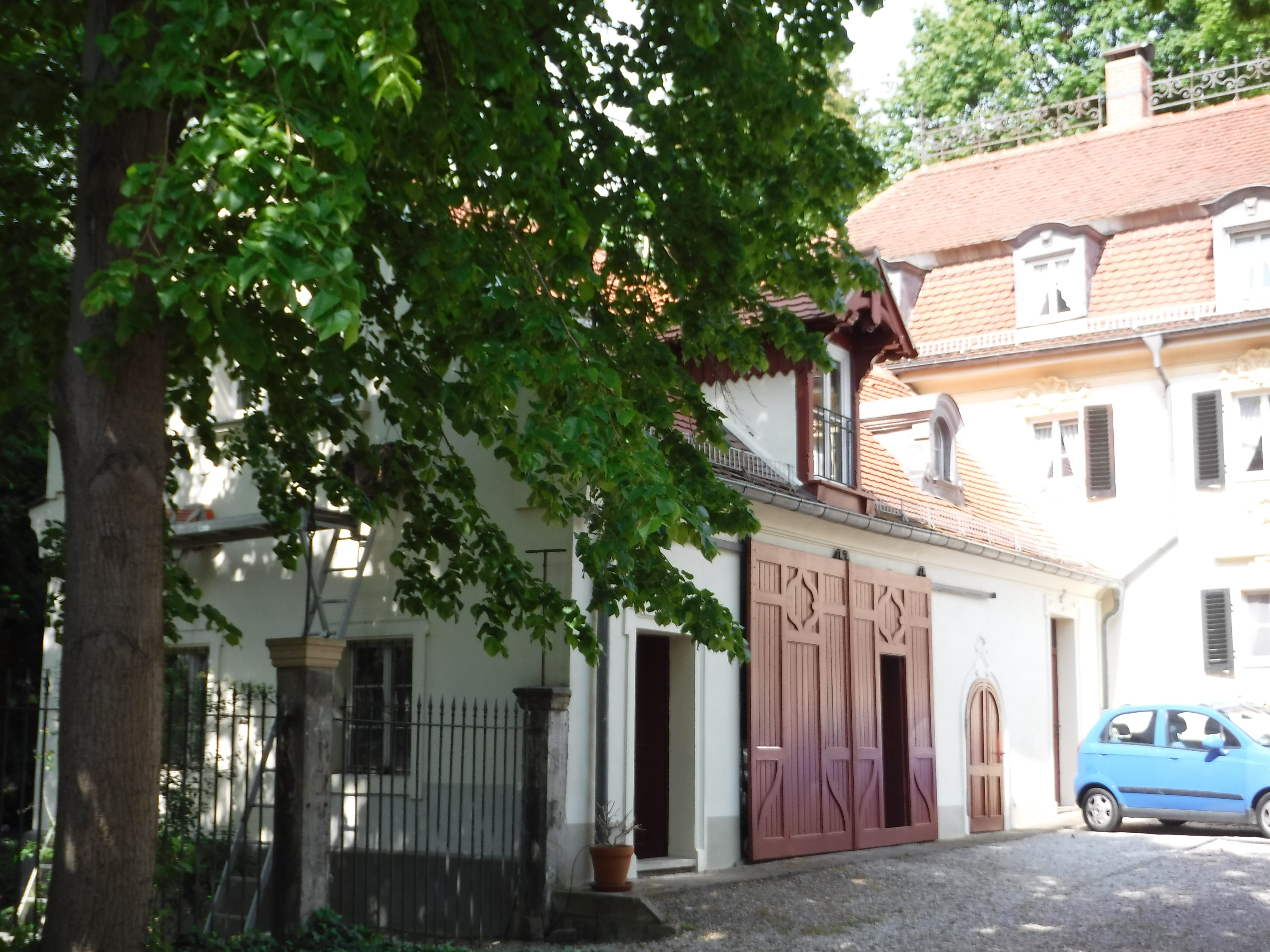
Pferdestall und Remise

Das Spiegler’sche Haus, auch Weinbergschlösschen, ist ein denkmalgeschütztes Herrenhaus und ehemaliges Weinberghaus auf der Döbelner Straße 24 im Dresdner Stadtteil Trachenberge.

## Weinbau in Trachenberge
Die Hänge des heutigen Stadtteils Trachenberge waren bereits im Mittelalter für den Weinbau aufgerebt. Zunächst im Besitz der Mönche des Augustinerklosters, wurden die Weinberge Trachaus im 17. Jahrhundert zunehmend durch den Adel wirtschaftlich genutzt und erhielten den Namen „Trachenberge“. Erst im 19. Jahrhundert wurden der unwirtschaftlich gewordene Weinbau in den Trachenbergen eingestellt und sämtliche Weinberghäuser der Gegend noch bis in die 1970er-Jahre abgetragen. Das Spiegler’sche Haus ist das einzige erhaltene Weinberghaus Trachenberges.
An den Weinbau in Trachenberge erinnern neben dem Namen des Stadtteils auch Straßennamen wie „Weinbergstraße“, die im 20. Jahrhundert errichtete Weinbergskirche und der Name des Stadtviertels „Wilder Mann“ nach dem 1680 gegründeten größten Weingut der Gegend, das 1934 für den Bau einer Wohnanlage abgerissen wurde.
Anfangs hieß es „Drachenberg“ und nicht „Trachenberge“ lt. einer Militär-Entlassungsurkunde aus dem Jahr 1818.

## Das Spiegler’sche Haus

### Geschichte
Das Spiegler’sche Haus entstand auf einem Weinberg, der bereits Ende des 17. Jahrhunderts für den kursächsischen Kammerrat Wolf von Werthern angelegt worden war. Nachdem Graf Nikolaus von Maxen vom Werthern’schen Weinberg Anfang des 18. Jahrhunderts einen eigenen Teil abgeteilt hatte, wurde der Grund des Spiegler’schen Hauses auch Max’scher Weinberg genannt.
Unter der Leitung von Nikolaus von Maxen entstanden von 1738 bis 1743 erste Teile des Anwesens. Heute haben sich aus dieser Zeit die Grundmauern, der Keller und die Nebengebäude erhalten. Im Jahr 1746 ging die Anlage an den kurfürstlichen Proviantverwalter Christian Friedrich Gärtner über, der das Haupthaus zum noch heute bestehenden, zweistöckigen Herrenhaus umbauen ließ. Nach zahlreichen Besitzerwechseln ging das Anwesen an den Hofrat Gotthold Opitz über, der das Haus 1895 im Neorokoko umbauen und um Seitengebäude erweitern ließ. „Dabei erhielt das Landhaus, das zuvor sehr schlicht war, ein schlossartiges Gepräge.“ Opitz nutzte das Haus als Sommersitz. Das Gelände ging in den Besitz der Töchter Opitz’ über. Nach 1990 erbten Gottfried Spiegler, Bertram Spiegler und Detlev Freiherr von Hammerstein-Loxten das Anwesen. Haus und Nebengebäude wurden in den 1990er-Jahren saniert. Im Herren- und Gärtnerhaus sind heute Wohnungen eingerichtet.

### Baubeschreibung

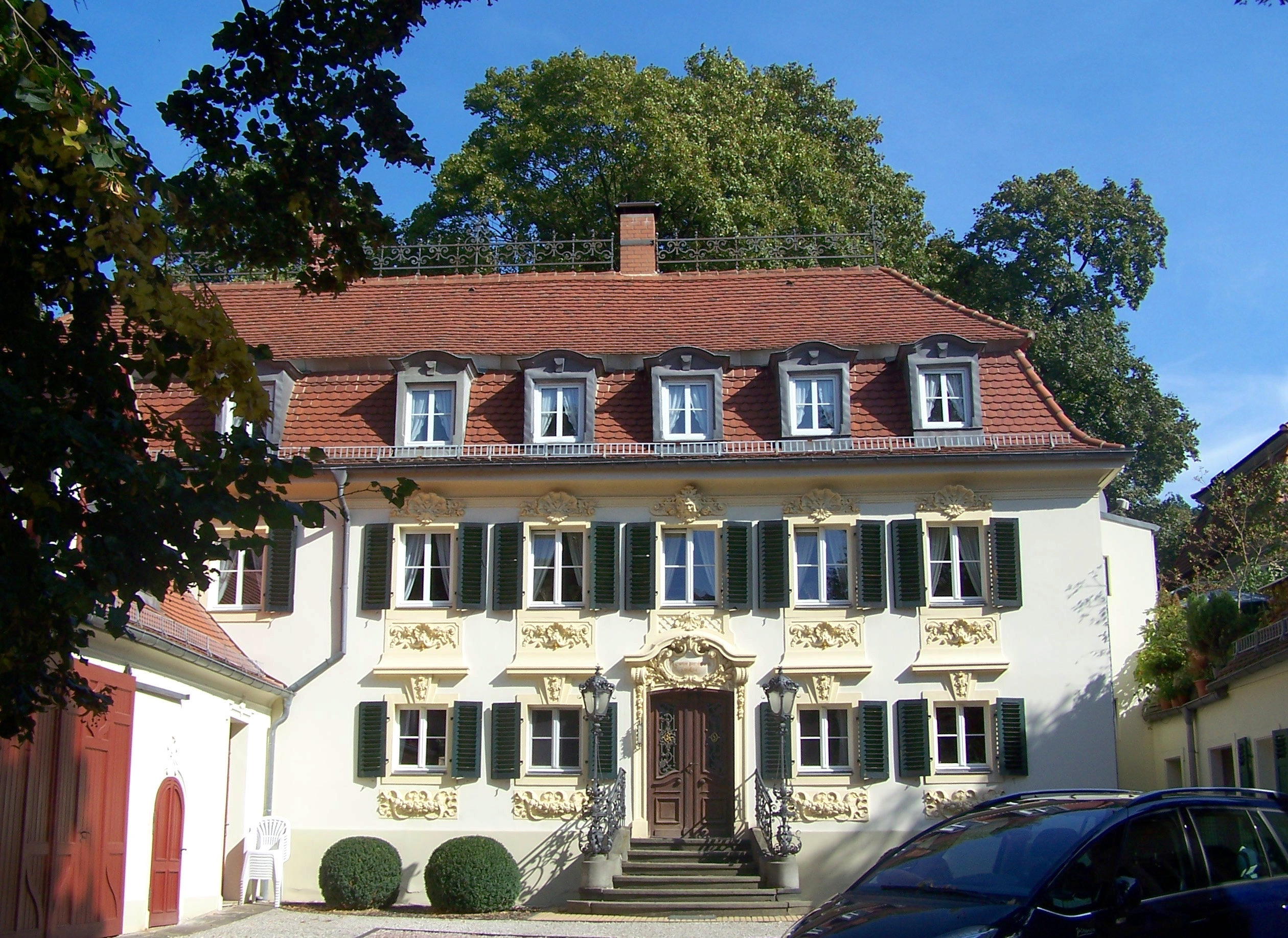
Herrenhaus des Anwesens

Das Spiegler’sche Haus ist im Grundriss rechteckig und besitzt zwei Geschosse. Es wird von einem Mansard-Walmdach mit stehenden Gauben und Firstgitter abgeschlossen. Die Fenster sind ober- und unterhalb mit Stuckelementen im Neorokoko geschmückt. Das Portal krönt ein Bogengiebel mit Kartusche. Zum Haus führt eine kleine Freitreppe im Stil des Neobarock.
Seitlich des Herrenhauses schließen sich jeweils im rechten Winkel zur Straße Nebengebäude an: Links befinden sich Pferdestall und Remise und rechts das Gärtner- und Taubenhaus. Beide Gebäude weisen Formen der Neorenaissance auf.
Die Gebäudeanlage umschließt ein weitläufiger Park. In ihm befinden sich unter anderem eine Grottenbrunnenanlage sowie ein steinerner Brüstungsbogen der alten Augustusbrücke, der 1907 als Geschenk Friedrich Augusts III. auf das Grundstück kam. Auf dem oberen, hinteren Teil des Grundstücks steht zudem eine über 250 Jahre alte Stieleiche, die als Naturdenkmal klassifiziert ist. Eine neobarocke Mauer mit prunkvollem schmiedeeisernen Tor umgibt das Grundstück.